# JWH-367
JWH-367，化学名N-正戊基-5-间甲氧苯基-3-(1-萘甲酰基)吡咯，分子式C
27H
27NO
2，属于萘甲酰基吡咯类JWH系列大麻素，是大麻素受体CB1和CB2的激动剂。